# Cryptocephalus octomaculatus
Cryptocephalus octomaculatus је врста тврдокрилца из породице буба листара (Chrysomelidae).
Инсект је дуг 4,5–6 mm. Основна боја је загаситожута, има две црне пеге на пронотуму и по 5 на сваком покрилцу. Ноге и антене су жутосмеђе. Понекад има још једну пегу на сваком покрилцу, и то је f. duodecimpunctatus. Храни се појединим врстама листопадног дрвећа, најчешће храста, брезе и леске.
Малобројни налази из Србије углавном потичу из Војводине, а иако је ретка присутна је у већини европских земаља.